# 富岡勝則
富岡 勝則（とみおか かつのり、1954年（昭和29年）11月22日 - ）は、日本の政治家。埼玉県朝霞市長（5期）、埼玉県議会議員（1期）、朝霞市議会議員（2期）を務めた。

## 来歴
埼玉県朝霞市出身。朝霞市立朝霞第一小学校、朝霞市立朝霞第一中学校、日本大学豊山高等学校卒業。1977年（昭和52年）3月、日本大学法学部法律学科卒業。同年4月、朝霞市役所に入所。1995年（平成7年）、同市役所を退職。
1995年（平成7年）、朝霞市議会議員に就任。同市議は2期つとめる。
2003年（平成15年）4月13日執行の埼玉県議会議員選挙に、南20区選挙区から無所属で出馬。同県議は1期つとめる。
2005年（平成17年）2月27日執行の朝霞市長選挙に、自由民主党、民主党、公明党の推薦を受けて無所属で出馬し、初当選を果たす。投票率は、22.65％。
2009年（平成21年）3月1日執行の市長選において、2期目の当選。投票率は、25.88％。
2013年（平成25年）2月24日執行の市長選において、3期目の当選。投票率は、22.69％。
2017年（平成29年）2月26日執行の市長選において、無投票で4期目の当選。
2021年（令和3年）2月28日執行の市長選において、5期目の当選。投票率は、31.24％。。
2025年 (令和7年) 2月16日執行の市長選には出馬せず、富岡が支援した松下昌代が初当選した。